# أسس الجغرافيا السياسية
أسس الجغرافيا السياسية: المستقبل الجيوسياسي لروسيا (بالروسية: Основы геополитики: Геополитическое будущее России) هو كتاب جيوسياسي من تأليف ألكسندر دوجين. نُشر في عام 1997 ولقي استحساناً في روسيا؛ كان له تأثير كبير داخل الجيش والشرطة والنخب السياسية الروسية، استُخدم ليكون كتاب مدرسي في أكاديمية هيئة الأركان العامة للجيش الروسي. اهتمت الشخصيات السياسية الروسية لاحقاً بدوجين، وهو محلل سياسي روسي يتبنى أيديولوجية قومية قائمة على فكرته عن الأوروآسيوية الجديدة، وطوّرت علاقة وثيقة بين هذه الفكرة والدوّلة الروسية الحديثة.
ينسب دوجين الفضل إلى الجنرال نيكولاي كلوكوتوف من أكاديمية هيئة الأركان العامة كمؤلف مشارك وصاحب الإلهام الرئيس، على الرغم من أن كلوكوتوف ينفي ذلك. ساعد العقيد الجنرال ليونيد إيفاشوف، رئيس الإدارة الدولية بوزارة الدفاع الروسية، في صياغة الكتاب.

## الاستحدام
صرح كلوكوتوف أن الكتاب في المستقبل «سيكون بمثابة أساس أيديولوجي قوي لإعداد قيادة عسكرية جديدة». أكد دوغين أن الكتاب قد اعتُمد ليكون كتاب مدرسي في العديد من المؤسسات التعليمية الروسية. المتحدث السابق لمجلس الدوما الروسي جينادي سيليزنيوف [الإنجليزية] والذي كان دوجين مستشاراً له في الجغرافيا السياسية، «حث على جعل عقيدة دوجين الجيوسياسية جزءً إلزامياً من المناهج الدراسية».
كان للكتاب تأثير في السياسة الخارجية لروسيا الاتحادية منذ عام 2000 ويعتقد أن هذه الأيديولوجية أدت في النهاية إلى الحرب الروسية الأوكرانية.